# Critical Thinking (Film)
Critical Thinking ist ein Filmdrama von John Leguizamo, das am 4. September 2020 in den USA veröffentlicht wurde. Der Film erzählt die wahre Geschichte eines Lehrers und seinen Schülern der Miami Jackson High School, die er bis zum Sieg bei den US-amerikanischen National Chess Championships führte.

## Handlung
Mario Martinez arbeitet Ende der 1990er Jahre als Lehrer an einer High School in Miami, einer der ärmsten Schulen im Dade County, und das Betragen seiner Schüler während des Unterrichts ist oft nicht akzeptabel. Umgekehrt ist das Schulsystem nicht für diese Jugendlichen aus meist zerbrochenen Familien gemacht, glauben sie doch alles zu wissen und zu können, was es in dieser Stadt braucht, um über die Runden zu kommen.
Nachdem einer der Schüler bei den Straßenkämpfen sein Leben verliert, beschließt Martinez seinen Schülern aus dieser Spirale der Straßenkriminalität zu helfen und lehrt sie das Schachspielen. Dabei versucht er ihnen zu zeigen, dass die Kraft des kritischen Denkens nicht nur ihre Könige, sondern auch ihr Leben retten kann.
Besonders seine Schüler Ito und Sedrick erweisen sich als äußerst talentiert, aber auch der Rotschopf Gil hat einige klugen Züge parat. Und dann ist da noch Marcel Martinez, der Sohn kubanischer Immigranten, der neu in der Klasse ist und kaum Englisch sprechen kann, sich jedoch als Schachgenie erweist und mit seinem Spiel alle seinen Teamkollegen begeistert. Martinez' Ziel ist es, sie bis hin zur Nationalen Schachmeisterschaft zu trainieren.

## Hintergrund
Der Geschichtslehrer Mario Martinez, der seinen Schülern der Miami Jackson High Schachunterricht gab, fungierte für den Film als Berater. Einer seiner Schüler, der 17-jährige Marcel Martinez, konnte gleichzeitig gegen zwei Gegner spielen, nach Erinnerung, ohne auf das Schachbrett zu schauen. Weitere seiner Schüler bei den Championships 1998 waren die 18-jährigen Gilberto Luna und Sedrick Roundtree und der damals 19-jährige Guillermo Rios.

## Produktion

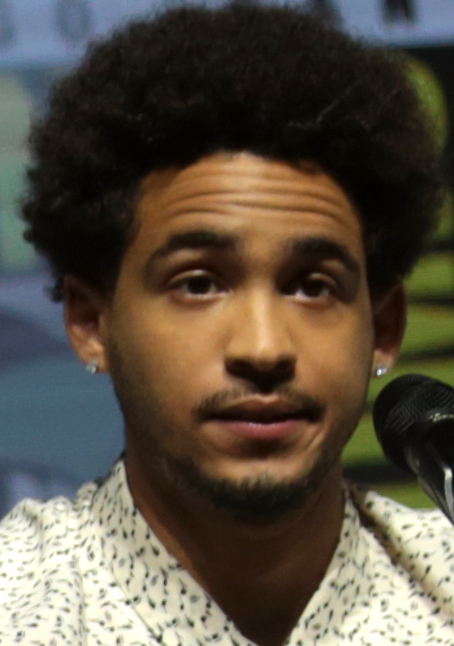
Jorge Lendeborg Jr. spielt den talentierten Schüler Ito

Der kolumbianisch-US-amerikanische Schauspieler und Komiker John Leguizamo, der auch in der Hauptrolle des Lehrers Mario Martinez zu sehen ist, gibt mit Critical Thinking sein Regiedebüt. Das Drehbuch schrieb Dito Montiel.
Jorge Lendeborg Jr. spielt den Schüler Ito Paniagua. Corwin C. Tuggles spielt den Schüler Sedrick Roundtree, Michael Kenneth Williams dessen Vater. Will Hochman spielt den Schüler Gilbert 'Gil' Luna, Jeffry Batista seinen Schüler Marcel Martinez. Das offizielle Filmplakat zeigt Batista in der Rolle von Marcel Martinez, der mit geschlossenen Augen über ein Schachproblem nachdenkt.
Die Dreharbeiten wurden im November 2018 begonnen und fanden in Miami und in Hialeah und den dortigen Hialeah Park Studios statt. Als Kameramann fungierte Zach Zamboni.
Der Film sollte im März 2020 beim South by Southwest Film Festival seine Premiere in der Sektion Narrative Spotlight feiern. Wenige Tage vor Beginn des Festivals wurde dieses aufgrund der Coronavirus-Pandemie auf einen unbekannten Zeitpunkt verschoben, somit auch die Vorstellung des Films. Dennoch wurde er einem Fachpublikum online zur Verfügung gestellt. Am 4. September 2020 kam der Film in ausgewählte US-amerikanische Kinos und wurde zudem als Video-on-Demand veröffentlicht. Ebenfalls Anfang September 2020 wurde er beim Festival des amerikanischen Films gezeigt.

## Rezeption
Der Film konnte bislang 94 Prozent aller Kritiker bei Rotten Tomatoes überzeugen und erhielt hierbei eine durchschnittliche Bewertung von 7,1 der möglichen 10 Punkte.
Tim Grierson von screendaily.com hebt in seiner Kritik die selbstbewusste junge Besetzung hervor, allen voran Jorge Lendeborg Jr. und Corwin C. Tuggles in den Rollen der Schüler Ito Paniagua und Sedrick Roundtree, die viel Sensibilität für die Rollen aufbringen. Critical Thinking tendiere jedoch dazu, die Probleme der echten Mitglieder des Schachteams von 1998 zu vereinfachen, so dass sie sich wie allgemeine Probleme des Erwachsenwerdens anfühlten. Dennoch sei der zum Nachdenken anregende Tenor des Films nicht zu unterschätzen: „Dieses Team tritt gegen Gegner an, die oft weiß und privilegiert sind, und Critical Thinking fordert das Publikum konsequent auf, den Rassismus und die alltäglichen Benachteiligungen zu überdenken, die die ärmeren Gemeinden in den USA ertragen müssen.“